# Інформаційна операція
Інформаційна операція (англ. Information Operations (Info Ops)) — інтегроване використання можливостей електронної зброї, комп'ютерних мережевих операцій (CNO), психологічних операцій (PSYOP), операцій з військової дезінформації і дезорганізації та операцій безпеки (OPSEC) для використання можливостей впливу на людську свідомість з метою руйнування, розкладання, або й взагалі перехоплення впливу на прийняття рішень противника, при цьому захищаючи своє власне (рішення).
Еволюціонуюча військова дисципліна, яка бере початок в США з 1990-х років.
Є актом інформаційної війни.
Реалізується за допомогою інформаційної зброї.

## Походження терміна
Концепція ІО походить від попередніх концепцій армії США"Command & Control Warfare" (Командування і управління війною) і «Information Warfare» (Інформаційна війна) і заснована на уроках Війни в затоці та такого феномену як «Ефект CNN» і багатьох прецедентах використання інформаційних технологій.

## ЗМІ про ІО
Аналіз діяльності американських спеціальних операційних сил (SOF) показав, що найпотужніша у світі держава не в змозі ефективно їх використовувати без застосування інформаційної зброї. Тому 30 жовтня 2003 року міністр оборони США Дональд Рамсфельд підписав «дорожню карту інформаційних операцій» (IO Roadmap) для міністерства оборони США… Який ще доказ потрібен, щоб довести, що інформаційна війна — це не фантастика, а реалії сьогодення?

## Виноски
1. ↑  IO Roadmap (PDF). Архів оригіналу (PDF) за 6 серпня 2010. Процитовано 26 серпня 2010.
2. ↑  Інформаційна війна України в глобалізованому світі. Архів оригіналу за 19 січня 2012. Процитовано 26 серпня 2010.